# Universidade Corporativa da Polícia Rodoviária Federal
A Universidade Corporativa da Polícia Rodoviária Federal (UniPRF), conhecida anteriormente como Academia Nacional da Polícia Rodoviária Federal (ANPRF), é uma instituição de ensino da Polícia Rodoviária Federal (PRF) inaugurada na gestão de Maria Alice Nascimento Souza em 7 de março de 2014.  Está localizado na parte norte da ilha de Florianópolis, às margens da SC-401, próximo ao trevo de acesso ao Ingleses.

## Estrutura
Com estabelecimento de 80 mil m2, sua infraestrutura que conta com mais de 30 salas de aulas climatizadas, auditório, estande de tiro de quase 6 mil  m² (inaugurado em 2019), pista de condução veicular de  6.250 m², hangar para helicópteros, quatro dojôs de 90 m2 cada, quatro laboratórios de informática, um ginásio poliesportivo de 800 m², um campo de futebol, duas quadras de areia, uma pista de corridas. As instalações não possuem alojamentos, e os alunos ficam hospedados em hotéis e pousadas.

## Cursos
A UniPRF faz parte do processo de formação dos agentes da coropração. Eles devem passar pelo Curso de Formação Policial (CFP) após passarem do concurso público. A universidade possui mais de 50 cursos, e realiza a capacitação de outros órgãos como Ministério Público Federal (MPF), Ministério Público do Trabalho (MPT) e Controladoria Geral da União (CGU). Em seu primeiro CFP, formaram-se 1.169 policiais, além de 16 haitianos em uma parceria internacional entre o Brasil e Haiti. A UniPRF faz o registro da história oficial da instituição.
Entre os cursos ministrados, estão:
- Curso de Formação Pessoal (CFP)

- Curso Avançado em Gestão Operacional (CGO)
- Curso de Operações Temáticas de Combate ao Crime (COTEM)
- Curso de Combate às Infrações de Menor Potencial Ofensivo (CTCO)
- Curso de Operações Especiais (COESP)
- Técnicas Policiais de Combate ao Crime (TPCC)
- Curso de Formação de Motociclista (CFMT)
- Curso de Motociclista Batedor (CFMB)
- Curso de Cinotecnia Policial (CCP)
- Curso de Operador de Controle de Distúrbios (CHOQUE)
- Curso de Piloto Policial de Aeronave de Asa Rotativa (CPPAR)
- Curso Avançado de Fiscalização de Trânsito (CAFIT-TRÂNSITO)
- Curso de Atendimento Pré-hospitalar (APH)
- Curso de Fiscalização Ambiental (CFAM)